# Elvira Nabiúllina
Elvira Sajipzádovna Nabiúllina (en ruso: Эльвира Сахипзадовна Набиуллина; en baskir: Эльвира Сәхипзада ҡыҙы Нәбиуллина; nacida el 29 de octubre de 1963) es una economista tártara nacida en Rusia. Es la presidenta del Banco Central de Rusia, desde junio de 2013. Fue la asesora económica del presidente ruso, Vladímir Putin, entre mayo de 2012 y junio de 2013 tras servir como ministra  de desarrollo económico y comercio desde septiembre de 2007 a mayo de 2012. En 2014, fue listada como la 72.ª mujer más poderosa del mundo por Forbes.

## Infancia y educación
Nació en Ufá, Baskortostán, el 29 de octubre de 1963. Se graduó de la Universidad Estatal de Moscú en 1986.

## Carrera
Entre 1991 y 1994 Nabiúllina trabajó en el Sindicato de Ciencia e Industria de la URSS y su sucesor la Unión Rusa de Industriales y Empresarios. En 1994 se trasladó al Ministerio de Desarrollo Económico y Comercio, donde alcanzó el nivel de viceministro en 1997; dejó el ministerio en 1998. Pasó los próximos dos años en Sberbank como jefa ejecutiva y en el think tank llamado Center for Strategic Development con el exministro de Comercio y Desarrollo Económico, German Gref, antes de regresar al Ministerio de Desarrollo Económico y Comercio como primer diputado en el año 2000. Entre 2003 y hasta su nombramiento como ministra en septiembre de 2007, presidió el Centro de Desarrollo Estratégico, así como un comité asesor de la preparación para la presidencia del G8 de Rusia en 2006
El presidente ruso Putin nombró Nabiullina para el puesto de ministra de desarrollo económico y comercio el 24 de septiembre de 2007, en sustitución de Gref. Encontró que trabajar con el entonces vice primer ministro y ministro de finanzas Alekséi Kudrin fue «difícil, pero siempre interesante» y se mantuvo en esa posición hasta el 21 de mayo de 2012. En 2012, fue uno de los seis altos cargos gubernamentales que acompañaron a Putin de regreso a la administración del Kremlin tras la reelección de Putin para un tercer mandato como presidente de Rusia.
En 2013 Nabiullina fue nombrada presidenta del Banco Central de Rusia, convirtiéndose en la segunda mujer, después de Tatiana Paramonova en ocupar posición, y por lo tanto la primera mujer rusa en el G8. En mayo de 2014 fue nombrada una de las mujeres más poderosas del mundo por Forbes, que destacó que ella «tuvo la difícil tarea de administrar el tipo de cambio del rublo durante la crisis política con Ucrania y facilitar el crecimiento de la economía, tratando de evitar una recesión». En un esfuerzo para detener el descalabro del rublo, el Banco de Rusia, bajo su liderazgo, elevó las tasas de interés, estableció un tipo de cambio flexible para el rublo, y detuvo la inflación, coadyuvando, por tanto, a la estabilización del sistema financiero y el impulso de la confianza de los inversores extranjeros. La revista Euromoney la nombró en 2015 Central Bank Governor of the Year (gobernador de banco central del año). Junto con Valeria Gontareva, gobernadora del Banco Nacional de Ucrania, han retirado la licencia a un total de 384 bancos, desde que tomaron el puesto de dirigir el sistema bancario de sus respectivos países.
En 2017, revista británica The Banker la nombró como Central Banker of the Year, Europa.